# David Jassy
David Moses Jassy, född 11 april 1974 i Solna, är en  svensk sångare, låtskrivare och musikproducent. Tillsammans med Andrés Avellán var Jassy en del av hiphop-duon Navigators under det sena 1990-talet.

## Karriär
Sedan hip hop-duon Navigators splittrades har Jassy fortsatt med musiken som ägare av Jassy World Entertainment.  David Jassy har bland annat skrivit och producerat låtar till Ashley Tisdale, Sean Kingston, charice, Iyaz, Mohombi, Heidi Montag, No Angels, Ilya Salmanzadeh och Darin.

## Åtal och dom
Jassy greps av Los Angeles-polisen den 23 november 2008 misstänkt för mord på jazzmusikern John Osnes efter en konfrontation på ett övergångsställe föregående dag. Enligt vittnen ska Jassy ha blivit arg på Osnes för att denne slagit på Jassys bil. Jassy steg först ur bilen och slog ner Osnes och körde därefter över honom. Osnes förklarades död på sjukhuset. Den 1 februari 2010 befann en jury i Kalifornien David Jassy skyldig till mord av andra graden (second degree murder) för att ha använt onödigt kraftigt våld. Han friades från anklagelsen att medvetet ha kört över Osnes. Den 4 mars 2010 föll domen och Jassy dömdes till livstids fängelse med första möjlighet till frigivning efter 15 år (fifteen to life). Den 27 mars 2020 förvandlade Kaliforniens guvernör Gavin Newsom Jassys straff till tidsbestämt, och han frigavs villkorligt. 